# Eeva Rista
Eeva Rista (Helsinki, 24 décembre 1947) est une photographe finlandaise.